# 2'-O-ميثيل إينوسين
الـ 2'-O-ميثيل سيتيدين(بالإنجليزية: 2′-O-methylinosine)‏ واختصارا (إم) صيغته الجزيئية C11H14N4O5، هو نوكليوسيد قاعدته النووية الهيبوزانتين وسكره مشتق ممثيل للريبوز في الذرة 2'. يتواجد طبيعيا في بعض جزيئات الرنا الناقل.

## وصلات خارجية
- ملخص تعديل 2'-O-ميثيل إينوسين فـي قاعدة بيانات مودوميكس.